# Transvaalobrium sudrei
Transvaalobrium sudrei är en skalbaggsart som beskrevs av Karl Adlbauer 2001. Transvaalobrium sudrei ingår i släktet Transvaalobrium och familjen långhorningar. Inga underarter finns listade i Catalogue of Life.